# Polterhochzeit
Die sogenannte Polterhochzeit ist eine Alternative zur Hochzeitsfeier, indem Polterabend und Hochzeit miteinander verbunden werden.
Sie ist besonders für Brautpaare geeignet, die eine unkonventionelle Hochzeit bevorzugen. Eine Polterhochzeit gilt allgemein als weniger förmlich: Eine ausgelassene Party steht bei einer Polterhochzeit meistens im Mittelpunkt der Feierlichkeiten.